# Явур
Явур (пол. Jawór) — село в Польщі, у гміні Собкув Єнджейовського повіту Свентокшиського воєводства.
Населення — 169 осіб (2011).
У 1975-1998 роках село належало до Келецького воєводства.

## Демографія
Демографічна структура на день 31 березня 2011 року:
|          | Загалом | Допрацездатний вік | Працездатний вік | Постпрацездатний вік |
| -------- | ------- | ------------------ | ---------------- | -------------------- |
| Чоловіки | 85      | 17                 | 60               | 8                    |
| Жінки    | 84      | 19                 | 48               | 17                   |
| Разом    | 169     | 36                 | 108              | 25                   |